# Kardam, Príncipe de Tarnovo
Kardam, Príncipe de Tarnovo, Duque da Saxônia  (2 de dezembro de 1962 – 7 de abril de 2015) era o filho mais velho do czar Simeão II da Bulgária e Doña Margarita Gómez-Acebo y Cejuela, nascendo duas décadas após a abolição da monarquia búlgara no referendo de 1946. Como tal, foi apenas por cortesia que foi denominado como um príncipe herdeiro. 

## Vida
Kardam nasceu em Madrid a 2 de Dezembro de 1962, sendo batizado na fé ortodoxa oriental e possuindo um mestrado em Economia Agrícola pela Penn State University.

## Casamento e filhos
A 11 de julho de 1996, Kardam casou-se com Miriam Ungría y López, uma gemóloga nascida a 2 de setembro de 1963 em Madrid. Miriam é filha de Bernardo Ungría y Goiburu, um advogado de patentes e marcas  e presidente honorário do Colegio Heráldico de España. y de las Indias  e sua esposa, María del Carmen López y Oleaga. Ambos são de ascendência basca.
O casal teve dois filhos, que são, respectivamente, a linha de sucessão ao agora extinto trono búlgaro:
- Boris (n. 12 de outubro de 1997 em Madrid )
- Beltrán (n. 23 de março de 1999 em Madrid )

## Acidente de carro e morte
A 15 de agosto de 2008, Kardam e sua esposa envolveram-se num grave acidente de carro em El Molar, após o carro onde se deslocavam ter embatido numa árvore, capotando. Kardam foi levado de helicóptero ao Hospital Doce de Octubre, enquanto sua esposa foi levada ao Hospital La Paz. O acidente ocorreu apenas a dez metros de uma casa próxima.
Kardam sofreu graves traumas cerebrais e ferimentos graves nas mãos, enquanto sua esposa quebrou o cotovelo, costelas quebradas e colapso pulmonar. Ela foi tratada e recebeu alta do hospital em 4 de setembro, perto de um mês após o acidente. O  porta-voz da família Saxe-Coburg-Gotha, Galya Dicheva, confirmou   o acidente e explicou que Kardam foi submetido a uma cirurgia na noite seguinte ao acidente. Segundo os médicos do Hospital, Kardam foi mantido em coma induzido em agosto. Relatos afirmavam que suas mãos estavam paralisadas e que ele havia perdido dois dedos.   Uma agência de notícias búlgara informou que o mesmo recebeu alta em janeiro de 2009 e que estava agora recuperando em casa, conseguindo ficar de pé e se comunicar.  Porém, cerca de um ano depois de receber alta, Kardam sofreu um revés crítico e foi novamente hospitalizado. O mesmo permaneceu em coma até sua morte em um hospital em Madrid, em 7 de abril de 2015.   A causa da morte, segundo os relatos médicos, foi uma infeção pulmonar. 
Após um funeral ortodoxo oriental, ele foi enterrado no Cemitério de Santo Isidoro, em Madrid, onde o corpo se localiza até abril de 2024, onde seria transladado para o Palácio de Vrana.
Em maio de 2010, as autoridades búlgaras emitiram uma intimação ao coma Kardam, sobre questões relacionadas com a gestão de bens devolvidos a família real após a queda do regime comunista, por parte do governo democrático. O ex-rei e primeiro-ministro Simeão II e sua irmã, a princesa Maria Louisa, opuseram-se à convocação, alegando que Kardam estava incapacitado. 

## Ancestrais
|  |                                                         |  |  |  |  |  |  |  |  |  |  |  |  |  |  |  |
|  | 8. Fernando I da Bulgária                               |  |  |  |  |  |  |  |  |  |  |  |  |  |  |  |
|  |                                                         |  |  |  |  |  |  |  |  |  |  |  |  |  |  |  |
|  |                                                         |  |  |  |  |  |  |  |  |  |  |  |  |  |  |  |
|  | 4. Boris III da Bulgária                                |  |  |  |  |  |  |  |  |  |  |  |  |  |  |  |
|  |                                                         |  |  |  |  |  |  |  |  |  |  |  |  |  |  |  |
|  |                                                         |  |  |  |  |  |  |  |  |  |  |  |  |  |  |  |
|  | 9. Princesa Marie Louise de Bourbon-Parma               |  |  |  |  |  |  |  |  |  |  |  |  |  |  |  |
|  |                                                         |  |  |  |  |  |  |  |  |  |  |  |  |  |  |  |
|  |                                                         |  |  |  |  |  |  |  |  |  |  |  |  |  |  |  |
|  | 2. Simeão II da Bulgária                                |  |  |  |  |  |  |  |  |  |  |  |  |  |  |  |
|  |                                                         |  |  |  |  |  |  |  |  |  |  |  |  |  |  |  |
|  |                                                         |  |  |  |  |  |  |  |  |  |  |  |  |  |  |  |
|  | 10. Vítor Emanuel III da Itália                         |  |  |  |  |  |  |  |  |  |  |  |  |  |  |  |
|  |                                                         |  |  |  |  |  |  |  |  |  |  |  |  |  |  |  |
|  |                                                         |  |  |  |  |  |  |  |  |  |  |  |  |  |  |  |
|  | 5. Princesa Joana da Itália                             |  |  |  |  |  |  |  |  |  |  |  |  |  |  |  |
|  |                                                         |  |  |  |  |  |  |  |  |  |  |  |  |  |  |  |
|  |                                                         |  |  |  |  |  |  |  |  |  |  |  |  |  |  |  |
|  | 11. Princess Helena de Montenegro                       |  |  |  |  |  |  |  |  |  |  |  |  |  |  |  |
|  |                                                         |  |  |  |  |  |  |  |  |  |  |  |  |  |  |  |
|  |                                                         |  |  |  |  |  |  |  |  |  |  |  |  |  |  |  |
|  | 1. Kardam, Príncipe de Tarnovo                          |  |  |  |  |  |  |  |  |  |  |  |  |  |  |  |
|  |                                                         |  |  |  |  |  |  |  |  |  |  |  |  |  |  |  |
|  |                                                         |  |  |  |  |  |  |  |  |  |  |  |  |  |  |  |
|  | 12. José Gómez-Acebo y Cortina, 3rd Marquess of Cortina |  |  |  |  |  |  |  |  |  |  |  |  |  |  |  |
|  |                                                         |  |  |  |  |  |  |  |  |  |  |  |  |  |  |  |
|  |                                                         |  |  |  |  |  |  |  |  |  |  |  |  |  |  |  |
|  | 6. Manuel Gómez-Acebo y Modet                           |  |  |  |  |  |  |  |  |  |  |  |  |  |  |  |
|  |                                                         |  |  |  |  |  |  |  |  |  |  |  |  |  |  |  |
|  |                                                         |  |  |  |  |  |  |  |  |  |  |  |  |  |  |  |
|  | 13. Margarita Marta Modet y Almagro                     |  |  |  |  |  |  |  |  |  |  |  |  |  |  |  |
|  |                                                         |  |  |  |  |  |  |  |  |  |  |  |  |  |  |  |
|  |                                                         |  |  |  |  |  |  |  |  |  |  |  |  |  |  |  |
|  | 3. Margarita Gómez-Acebo y Cejuela                      |  |  |  |  |  |  |  |  |  |  |  |  |  |  |  |
|  |                                                         |  |  |  |  |  |  |  |  |  |  |  |  |  |  |  |
|  |                                                         |  |  |  |  |  |  |  |  |  |  |  |  |  |  |  |
|  | 14. Manuel Cejuela y González-Orduña                    |  |  |  |  |  |  |  |  |  |  |  |  |  |  |  |
|  |                                                         |  |  |  |  |  |  |  |  |  |  |  |  |  |  |  |
|  |                                                         |  |  |  |  |  |  |  |  |  |  |  |  |  |  |  |
|  | 7. Mercedes Cejuela y Fernández                         |  |  |  |  |  |  |  |  |  |  |  |  |  |  |  |
|  |                                                         |  |  |  |  |  |  |  |  |  |  |  |  |  |  |  |
|  |                                                         |  |  |  |  |  |  |  |  |  |  |  |  |  |  |  |
|  | 15. Mercedes Fernández Molano                           |  |  |  |  |  |  |  |  |  |  |  |  |  |  |  |
|  |                                                         |  |  |  |  |  |  |  |  |  |  |  |  |  |  |  |
|  |                                                         |  |  |  |  |  |  |  |  |  |  |  |  |  |  |  |